# Aeroportul Naga
Aeroportul Naga (IATA: WNP, ICAO: RPUN) este un aeroport din Bicol Region⁠(d), Luzon⁠(d), Filipine ce deservește zona Naga⁠(d). Aeroportul a fost tranzitat în 2022 de 71.487 de pasageri. A fost numit după zona deservită.
Situat la o altitudine de 43 m, aeroportul dispune de 1 pistă. Este operat de Civil Aviation Authority of the Philippines⁠(d).

## Infrastructură

### Piste
Aeroportul dispune de o singură pistă. Pista are orientarea 04/22. 